# Sauris ignobilis
Sauris ignobilis là một loài bướm đêm trong họ Geometridae.